# 広尾沖地震
広尾沖地震（ひろおおきじしん）とは、1962年(昭和37年)4月23日に北海道広尾町北東沖約40km(北緯42度27.7分、東経143度46.0分)を震源として発生した地震である。

## 概要
広尾町北東沖約40kmの北緯42度27.7分、東経143度46.0分、深さ69kmを震源として発生した。釧路で当時最大であった390ガルの加速度を観測した。地震による被害は十勝川流域の軟弱地盤地帯のほかに道路や上下水道、鉄道、電線に多かったが一般住宅の被害は少ない。最大加速度と被害が乖離する現象は宮城県北部地震でも起きており、原因として地震計の精度の向上や観測地点の増加などが挙げられ、地震動そのものが強くなっているわけではないと考えられる。また、この地震によって十勝岳の噴火が誘発されたとみられる。(後述)

### 震度
震度3以上を観測した地点は次の通り:
| 震度 | 都道府県 | 観測所                                                                         |
| ---- | -------- | ------------------------------------------------------------------------------ |
| 5    | 北海道   | 帯広・広尾                                                                     |
| 4    | 北海道   | 苫小牧・浦河・釧路                                                             |
| 4    | 青森県   | 青森                                                                           |
| 3    | 北海道   | 札幌・函館・森・江差・小樽・倶知安・岩見沢・旭川・羽幌・網走・紋別・室蘭・根室 |
| 3    | 青森県   | 深浦・八戸・田名部                                                             |
| 3    | 岩手県   | 宮古・盛岡・水沢観測所(現:奥州市)                                              |
| 3    | 宮城県   | 仙台・石巻                                                                     |
| 3    | 山形県   | 酒田                                                                           |
| 3    | 福島県   | 福島                                                                           |
| 3    | 茨城県   | 柿岡                                                                           |

震度5の強震域は十勝地方に限られているが有感域は約880km先の静岡県にまでわたっており、これは1952年の十勝沖地震(M8.2)に匹敵する。相対的に規模が小さい割に有感域が広いのは震源の位置が深かったからだとされる。

## 被害
震源の位置が深かったために津波は発生せず、津波による被害はなかった。地震動による被害は池田町と豊頃村にかけて顕著で、池田・利別間の道路では幅10〜220cmの亀裂が30mにわたって発生し、顕著な崩落が2か所あった。池田町の下川合では畑地で幅10cm、深さ56cm、長さ33cmにわたる地割れと湧水や砂の流出による直径5m、深さ40cmの地盤沈下が発生した。豊頃村幌岡では十勝川の築堤が長さ10kmにわたり地割れが発生し、幅90cmに達するところもあった。これにより付近一帯では泥地状態となった。
帯広市周辺や幕別町、忠類村などではモルタル造の建物の被害が多く、サイロや煙突の壁に亀裂が生じたり、地震時に時計の振り子が外れて落ちることもあった。大樹町では地盤の比較的丈夫なところでの被害が多かった。

## 十勝岳の噴火
十勝岳の火山活動は1952年頃から始まっていたが、広尾沖地震の後その活動は特に活発になった。

### 有感地震の増加
1952年に始まった火山活動は主に噴気孔の形成や硫黄の生産量の増加、微小地震の発生であったが、広尾沖地震の発生後には大正火口における落石、噴気温度の上昇、有感地震の発生などがみられるようになった。1か月後の5月31日には有感地震を5回観測し、5月末から6月末までの約1カ月の間に火山性の有感地震を10回観測した。これは2006年までの約60年間の十勝岳の観測記録の中では最多である。旭川地方気象台により発表された有感地震は次の通り:
| 日付           | 時刻         | 規模  | 震度  | 備考         |
| -------------- | ------------ | ----- | ----- | ------------ |
| 1962年04月23日 | 14時58分     | M 7.1 |       | 広尾沖地震   |
| 1962年05月31日 | 02時23分     | M 3.3 | 震度2 |              |
| 1962年05月31日 | 02時29分     |       | 震度1 |              |
| 1962年05月31日 | 02時32分     |       | 震度1 |              |
| 1962年05月31日 | 04時30分     | M 3.6 | 震度2 |              |
| 1962年06月04日 | 04時20分     |       | 震度1 |              |
| 1962年06月09日 | 04時20分     |       | 震度1 |              |
| 1962年06月09日 | 19時00分ごろ |       | 不明  | 火口付近のみ |
| 1962年06月28日 | 14時23分     |       | 震度2 |              |

これらの火山活動を経て、1962年6月29日に十勝岳は噴火した。